# Голан, Май
Май Гола́н (ивр. מַאי גּוֹלָן‎, род. 3 мая 1986, Тель-Авив, Израиль) — израильский ультраправый политик и общественный деятель. Она была избрана в Кнессет от Ликуда на выборах 2022 года. Ранее она была генеральным директором неправительственной организации «Еврейский город», а также участвовала в кампании против нелегальной иммиграции.
Голан привлекла международное внимание своей громкой поддержкой Дональда Трампа, разжигающими высказываниями в адрес африканских беженцев в Израиле, и комментариями, в которых она назвала себя «гордой расисткой».

## Ранние годы

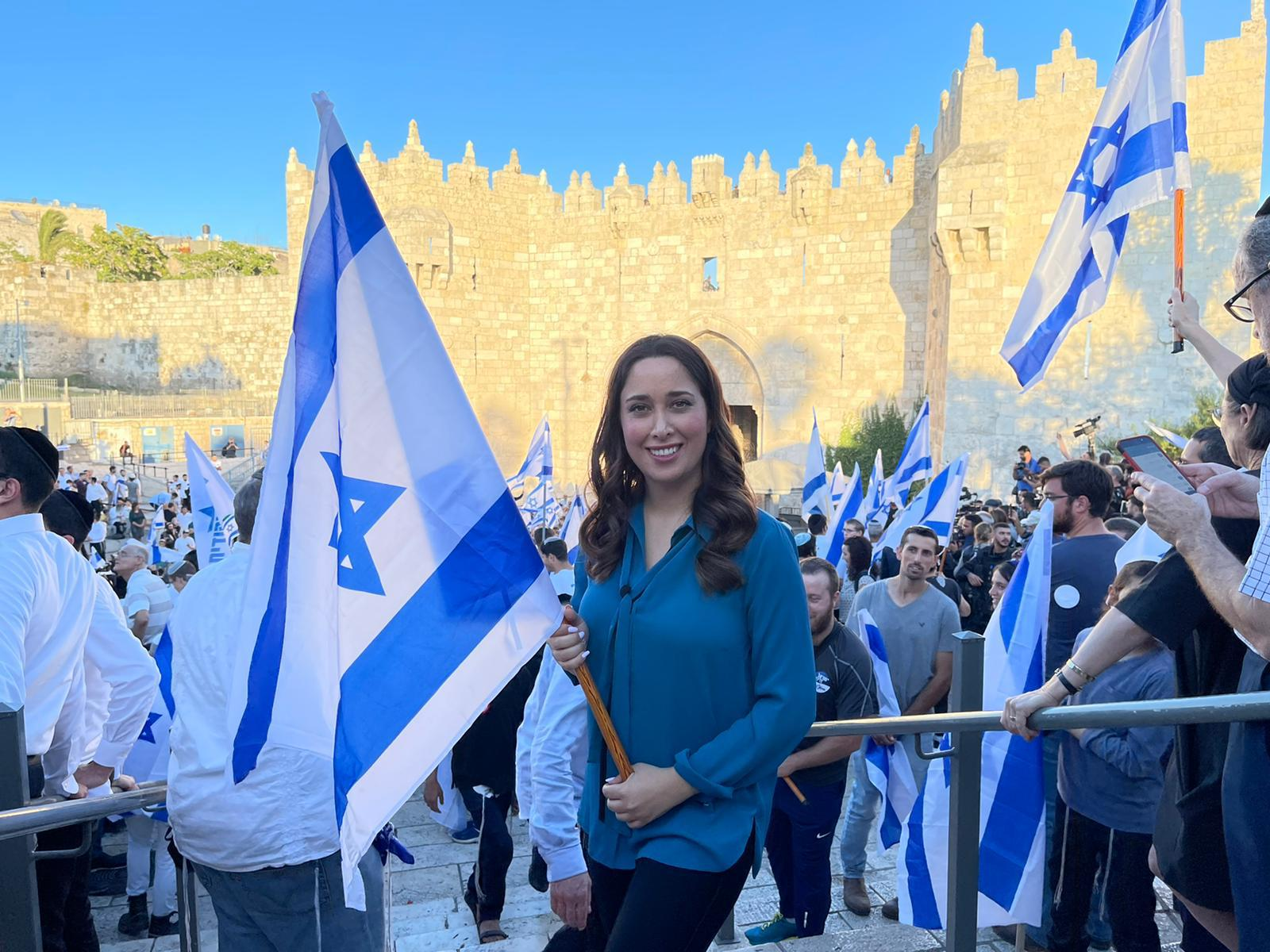
Голан на Марше с флагами в Иерусалиме, июнь 2021 года.

Голан родилась под именем Май Флора Голан Бадра в Тель-Авиве, Израиль, в еврейской семье мизрахим, дочь ортодоксальной еврейки, матери-одиночки, которая совершила алию из Ирака в трёхлетнем возрасте в рамках операции «Эзра и Неемия». Она выросла недалеко от старого центрального автовокзала на юге Тель-Авива. Она до сих пор живёт на юге Тель-Авива со своей матерью — раньше на улице Маунт-Сион, а ныне в Кфар-Шалеме.
В возрасте 9 лет она дала интервью по телевидению со своей матерью, которую описали как архетип бедствующей матери-одиночки, живущей на пенсию по социальному обеспечению в бедном районе города, на Первом канале в рамках репортажа о бедности в Израиле. После трансляции с Май связалась Гила Альмагор и её благотворительная организация Wish Foundation. В результате помощи Альмагор муниципалитет определил её как ребенка с потенциалом, и пригласил учиться в средней школе Ирони Далет в более благополучном социально-экономическом секторе Северного Тель-Авива, где над ней издевались за её южно-тель-авивское прошлое.

## Политическая карьера

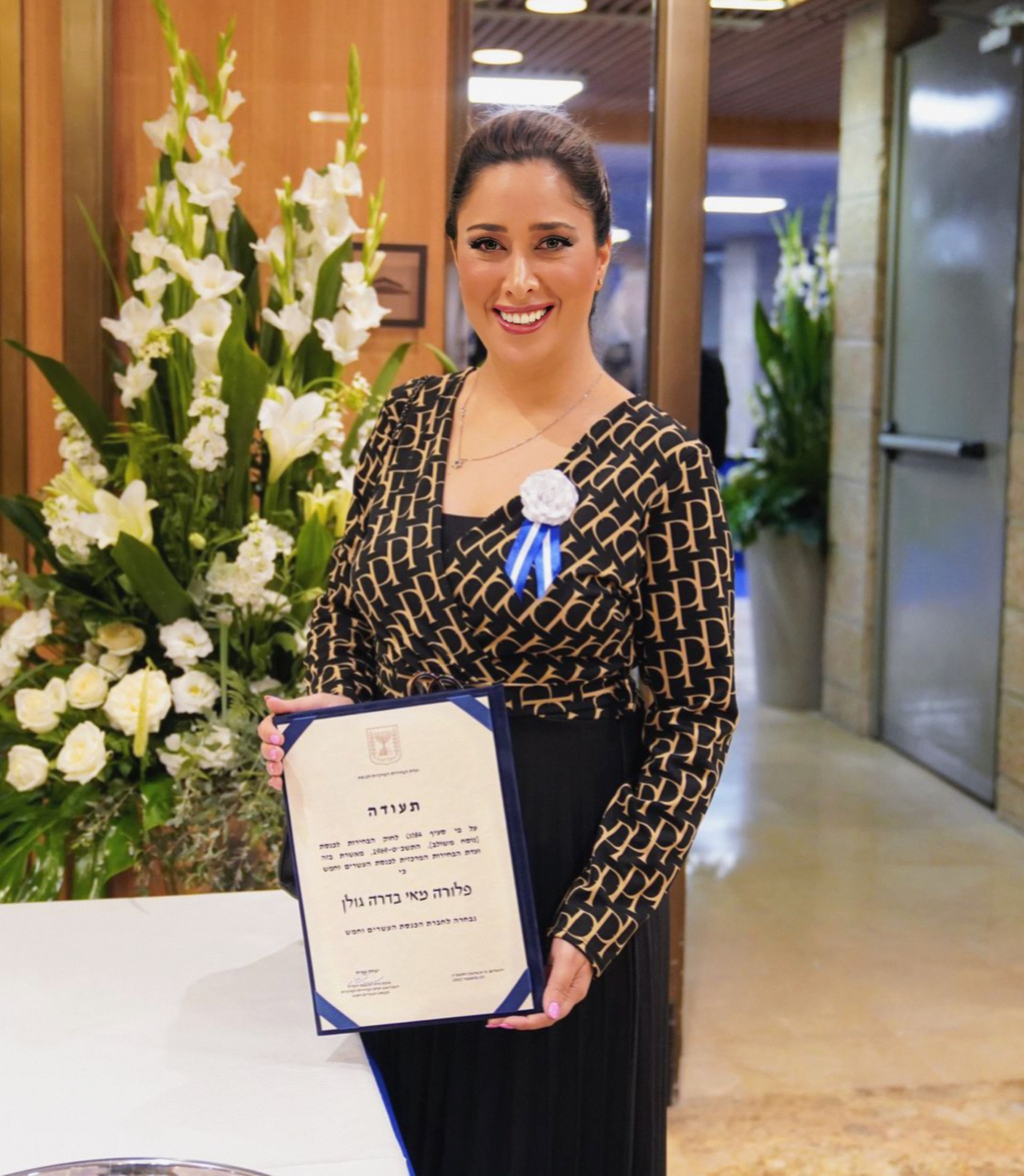
Голан принимает присягу в Кнессете XXV созыва, 15 ноября 2022 года

Не сумев зарекомендовать себя в качестве спортивного журналиста, Голан стала политически активной в 2011 году, проводя кампании по повышению осведомлённости о влиянии незарегистрированных иммигрантов из Африки на юг Тель-Авива. Она стала очень узнаваемым лицом в кампании против присутствия незарегистрированных иммигрантов в Тель-Авиве.
В 2013 году она создала организацию «Еврейский город», которая баллотировалась на выборах в городской совет Тель-Авива, но была дисквалифицирована по техническим причинам.
На выборах в законодательные органы Израиля в 2013 году она заняла 10-е место среди кандидатов от партии «Оцма Л’Исраэль», однако партия не получила мест. На выборах 2015 года в Кнессет 20-го созыва она заняла 32-е место в качестве кандидата от партии «Ликуд», которая в конечном итоге получила наибольшее количество голосов.
В апреле 2023 года премьер-министр Израиля Биньямин Нетаньяху назначил Май Голан генеральным консулом в Нью-Йорке. Её выдвижение подверглось критике со стороны израильтян и американцев из-за её самоидентификации как «гордой расистки» и её комментариев об африканских беженцах в Израиле, включая призывы к их изгнанию.

## Карьера в СМИ
Май Голан была частой гостьей на политических дискуссиях израильских телеканалов. У нее также брали интервью международные средства массовой информации, такие как BBC, Reuters, Fox News, I24News и RTVI.
В 2014 году газета Гаарец назвала её одной из 66 женщин, о которых нужно знать.
В 2015 году она была выбрана «Женщиной года» в социальной сфере Седьмым каналом Израиля.
В июле 2022 года TikTok забанил её пост о насилии в Южном Тель-Авиве за подстрекательство к расизму.